# Kavadikere, Yellapur
Kavadikere là một làng thuộc tehsil Yellapur, huyện Uttar Kannad, bang Karnataka, Ấn Độ.